# Butaca Vallvidrera
La butaca Vallvidrera és una butaca dissenyada el 1979 per Carles Riart Llop i Santiago Roqueta Matías. Pren el nom de la població on Carles Riart va fixar durant un temps la residència i l'estudi, sorgeix de la voluntat de recuperar una manera artesana de fer mobles, davant la proliferació de mobles modulars de cautxú escuma que a la dècada del 1970 començaren a envair el mercat.

## Història
Feta com a col·laboració entre Riart, que en dibuixà el perfil lateral, i Santiago Roqueta, l'alçat frontal, ambdós estaven convençuts que calia que l'usuari –a la manera dels tradicionals bergères– pogués recuperar, gràcies a la comoditat que li oferia la butaca i a unes línies extremadament simples, tota la sensualitat que s'havia perdut i que només mobles com els de Achile Castiglioni semblaven evocar.
Per realitzar-la van fer una maqueta de fang a escala 1:5 i van donar-la a un tapisser perquè n'elaborés el prototipus. Si bé es començà a comercialitzar a través de Tecmo, poc temps després les relacions amb Mobles Casas, SA, que mantenia una manera de fer mobles artesana, propiciaren que es convertís en la productora.
Tot això va significar que el 1983 se'n modifiquessin alguns aspectes, com per exemple el braços de la butaca, però des de llavors ha mantingut la mateixa forma.
Si durant anys Mobles Casas en fou el productor, en desaparèixer la firma la producció de Vallvidrera va ser assumida per Santa & Cole, Ediciones de Diseño, SA, i des de llavors es manté al mercat, on es distingeix per la qualitat i la comoditat.

## Disseny
L'estructura de fusta de pi és la que defineix amb les seves línies còncaves i convexes el perfil de la butaca. Sobre la fusta s'hi acoblen les molles i després la roba de microfibra tesada i cosida a mà que li dona la forma tan característica. Aquesta forma propicia, pel caràcter arrodonit i obert, tant la comoditat i la llibertat de postures com la volumetria depurada i minimalista. D'altra banda, per facilitar-ne la mobilitat es disposaren en la part davantera unes rodetes gairebé imperceptibles, com les potes arrodonides de la part posterior.

## Presència a Museus
El 1994, l'empresa Mobles Casas, SA, va donar al Museu de les Arts Decoratives de Barcelona un exemplar de la Butaca Vallvidrera, que s'exposà a la col·lecció permanent del museu, ubicada al Palau Reial de Pedralbes, fins que va passar a formar part de la col·lecció del Museu del Disseny de Barcelona.

## Producció
- Tecmo, Barcelona, 1979
- Mobles Casas, SA, Castellbisbal, Barcelona, 1983-1998
- Santa & Cole, Ediciones de Diseño, SA, Barcelona, a partir 1999

## Premis i reconeixements
El 1986, la butaca Vallvidrera obtingué el guardó del Delta de Plata atorgat per l'ADI/FAD i els treballs d'encàrrec, en què Carles Riart treballa amb certa assiduïtat, feren que al moblament de la tercera planta del centre de cultura del Palau de la Virreina aquesta butaca fos un dels elements destacats.